# Kordaat
Kordaat is een private label pils dat sinds 2018 speciaal gebrouwen wordt voor Lidl. In tegenstelling tot de meeste pilseners zit er in dit pils ook glucosestroop.
Er staat geen brouwer op het etiket, maar inmiddels is bekend dat het bier door Brouwerij Bavaria wordt gebrouwen.
In 2019 spande Grolsch een kort geding aan tegen Lidl om het biermerk Kordaat. Het zou volgens Grolsch te veel op het merk 'Grolsch Kornuit' lijken. Uiteindelijk mocht Lidl volgens de rechter het merk blijven verkopen.
Naast de naam van dit biertje bestond er ook een echte brouwerij Kordaat bij Roermond, die zich toelegt op speciaalbieren, en zich na de negatieve publiciteit die ontstond omtrent de Kordaat pilsener besloot om de naam te veranderen in brouwerij Casimir en een Studio Kordaat in Leiden, die zelf ook in mindere mate bier brouwt.